# مانتاس کودراجویوس
مانتاس کودراجویوس (انگلیسی: Mantas Kvedaravičius; ۲۸ اوت ۱۹۷۶ – ۲ آوریل ۲۰۲۲) کارگردان و مستندساز، انسان‌شناس، باستان‌شناسی اهل لیتوانی بود. او در سال ۲۰۱۶ مستندی دربارهٔ این شهر بنام «ماریوپولیس» ساخت که توجه جهانیان را به خود جلب کرد.
کودراجویوس، کارگردان و مستندساز لیتوانیایی در شهر محاصره شده ماریوپل کشته شد. به گفته وزارت دفاع اوکراین او در حالی که قصد داشت این شهر را ترک کند، هدف گلوله نیروهای روسیه قرار گرفت. رئیس‌جمهور لیتوانی گفته جهان خالقی را از دست داد که برغم خطر تا آخرین لحظه دست از کار نکشید.